# 캡스크루
캡스크루(cap screw)는 지름이 9mm이하로 머리붙임 나사를 캡 스크루 또는 작은 나사라고 말하며, 머리의 형상에 따라서 여러 종류가 있고, 머리부에 일자형의 드라이버 홈을 낸 것으로 일자흠 캡 스크루 또는 십자형의 흠을 낸 것을 십자흠 캡 스크루라고 한다.

## 같이 보기
- 나사못